# K'ŭn-sŏm
K'ŭn-sŏm är en ö i Nordkorea.   Den ligger i provinsen Rason, i den nordöstra delen av landet, 500 km nordost om huvudstaden Pyongyang. Arean är 3,3 kvadratkilometer.
Terrängen på K'ŭn-sŏm är mycket platt. Öns högsta punkt är 6 meter över havet. Den sträcker sig 2,8 kilometer i nord-sydlig riktning, och 2,8 kilometer i öst-västlig riktning.